# Антропогенія
Антропогенія (грец. ανθρωπος — людина, γενεσις — виникнення) — вчення про походження людини. Термін був поширений у XIX столітті, зокрема популяризований в однойменній праці німецького природознавця Ернста Геккеля. У середині XX сторіччя був витіснений поняттями антропогенез, у сенсі самого процесу походження людини, та антропологія — наука про людину та її виникнення. Проте на початку XXI століття термін знову почали використовувати в науковій літературі, зокрема в назві науково-освітнього центру в Університеті Каліфорнії в Сан-Дієго.

## Праця Геккеля
У 1874 році вийшла двотомна праця Геккеля «Антропогенія». У книзі багато уваги приділялося порівняльно-анатомічними та ембріологічним доказам еволюції людини. Після виходу книги Геккеля звинувачували в розбещуванні молоді та фальсифікації рисунків ембріонів.